# Louie Austen
Louie Austen, conosciuto come Alois Luef, (Vienna, 19 settembre 1946) è un musicista e cantante austriaco. Da tempo è diventato una presenza importante anche nella scena della musica elettronica.

## Biografia
Fin dall'età di otto anni, Alois Luef aveva sviluppato la passione per la Fisarmonica. Sebbene si fosse dimostrato un talento sin dalla giovane età, i suoi genitori optarono per un'educazione classica. Dopo il diploma di scuola superiore, iniziò a studiare ingegneria, che però presto abbandonò. Successivamente è passato al Conservatorio di Vienna per studiare canto e recitazione. Dopo aver completato gli studi, Louie Austen, come in seguito lui stesso si chiamò, emigrò in Sudafrica . Ma non rimase lì a lungo perché rifiutò la politica dell'apartheid e si trasferì in Australia. Successivamente si spostò a New York fino al momento in cui trovò stabilità a Las Vegas . Lì seguendo le orme di grandi intrattenitori come Frank Sinatra, Dean Martin e Sammy Davis, Jr. si è esibito con il combo "The Harlem Blues & Jazz Band".
Dopo sei anni all'estero, nel 1980 Louie Austen tornò in Austria e iniziò a lavorare all'interno dell'Hotel Hilton come cantante, ma si spostò poco dopo al Marriott Hotel.
Nel 1999 fece parte di un nuovo progetto: la partnership tra i suoni di Mario Neugebauer e lo stile Crooner di Austen portò all'album di debutto "Consequences" sotto l'etichetta Cheap Records. Grazie al successo lasciò il suo lavoro di cantante da bar e si è concentrò interamente sui suoi album. Mario Neugebauer e Patrick Pulsinger hanno prodotto altri due album per Louie Austen in collaborazione con Cheap records con e Kitty-Yo, e nel 2006 un album "Best Of "di questa collaborazione venne pubblicato in Inghilterra da Tirk Records, dopo la separazione tra Austen, Pulsinger e Neugebauer del 2004.
Per l'album "Iguana" (pubblicato nel 2006 dalla Klein Records) Louie Austen ha riunito vari produttori, tra cui: Jeff Melnyk, Friction, Phonique e Stefan Jungmair.
Nel 2007 Louie Austen ha fondato la sua etichetta LA MUSIC (Louie Austen Music), dalla quale sono stati pubblicati tre EP: "The Summer Love EP", "Reality EP" (cover di Richard Sanderson) creato in collaborazione con Señor Coconut e nel 2008 "Too Good To Last EP". Con Señor Coconut, Louie Austen ha partecipato al tour "Around The World" in tutta Europa, da cui è scaturito un omonimo Album.
Nel film "Die Fälscher" (Il falsario - Operazione Bernhard) di Stefan Ruzowitzky, Louie Austen ha partecipato come comparsa nel ruolo di un giocatore di casinò. È anche apparso al Burgtheater di Vienna nella commedia di Johann Nestroy "Höllenangst" .
Nel 2009 Louie Austen ha scritto e pubblicato una lettera d'amore ad Amy Winehouse, l'EP MyAmy / Flying Away prodotto da Parov Stelar.
Nel 2010, l'etichetta di Austen LA Music ha pubblicato "Paris / Make Your Move Remixes"; un nuovo doppio album, composto da un album e un remix dello stesso, intitolato "Last Man Crooning / Electrotaining You!" e il singolo, "I Wander / Now Or Never Remixes" .
Louie Austen si esibisce regolarmente a livello internazionale, ma continua ad esibirsi anche al Cascade Bar del Vienna Marriott Hotel. Ogni sabato dall'ottobre 2008 c'è il "sabato di Louie" con un programma diverso ogni settimana.

## Discografia
- 1999: Consequences (Album)
- 2001: Only Tonight (Album)
- 2001: Amore (Singolo)
- 2001: Hoping (Singolo)
- 2003: Easy Love (Album)
- 2003: Easy Love (Singolo)

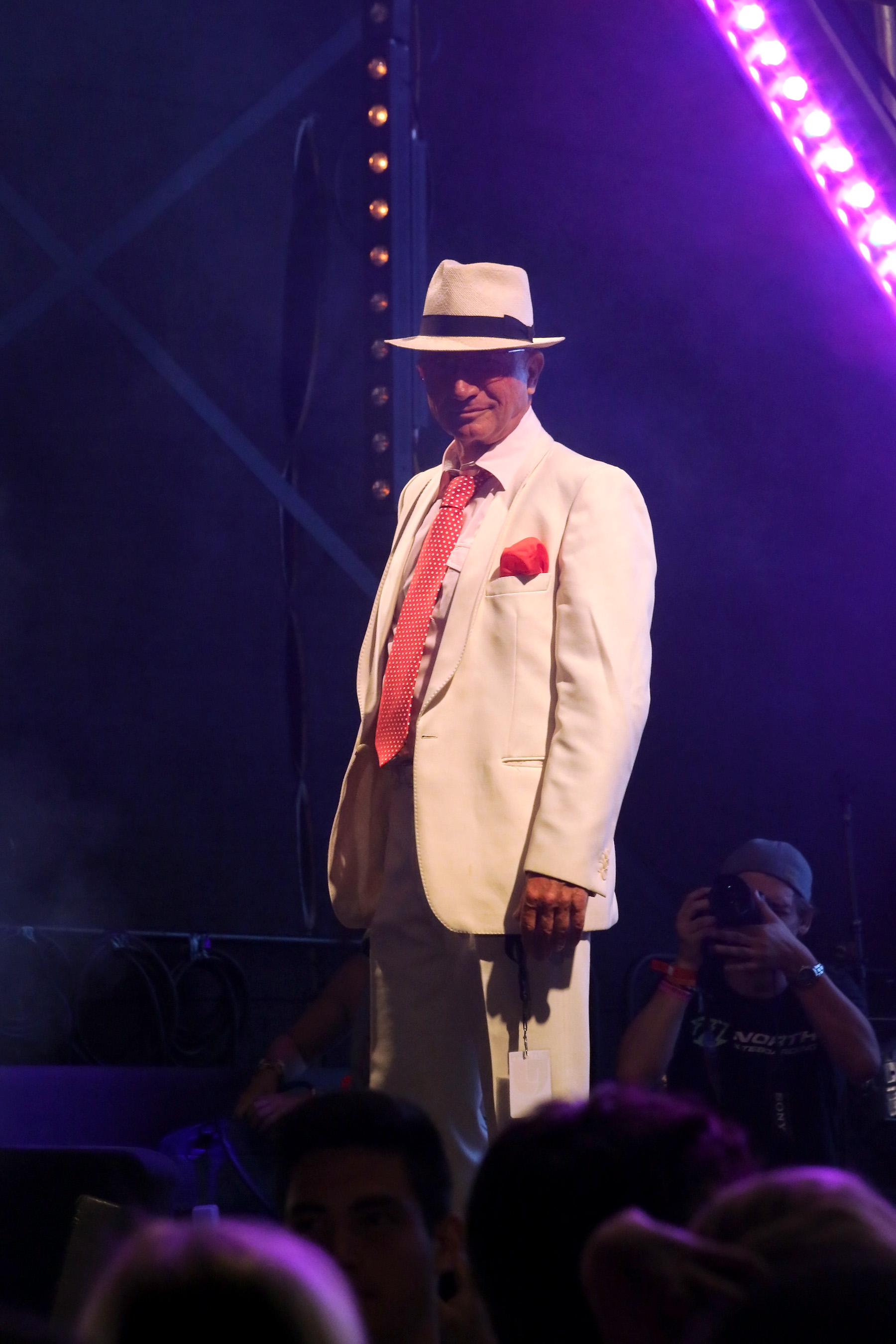
Louie Austen (Festa dell'Isola del Danubio 2013)

- 2005: Open Up Your Heart (Singolo con Korsakow)
- 2005: More (Singolo)
- 2005: Heaven’s Floor (EP)
- 2006: Hear My Song: The Best Of Louie Austen (Album)
- 2006: Disco Dancer (Singolo)
- 2006: Iguana (Album)
- 2007: Summer Love EP (CD)
- 2007: Dreams Are My Reality EP (CD)
- 2008: Too Good To Last EP (CD)
- 2009: MyAmy / FlyingAway EP (Download)
- 2009: Coconut Girl Remixes (Download)
- 2010: Make Your Move Ruede Hagelstein Rmx (Vinile
- 2010: Paris / Make Your Move Remixes (Download-Singolo)
- 2010: Last Man Crooning / Electrotaining You! (Doppio Album, 2CD)
- 2010: I Wander / Now Or Never Remixes (Download-Singolo)
- 2011: Der Kreislauf – with Remute (Download-Singolo)
- 2012: Never & Ever EP
- 2012: What A Comeback! (Album, CD)
- 2014: Sing That Swing